# Vultee XP-54
El Vultee XP-54 Swoose Goose fue un prototipo de avión de caza, construido por la Vultee Aircraft Company para las Fuerzas Aéreas del Ejército de los Estados Unidos (USAAF), en los años 40 del siglo XX.

## Diseño y desarrollo

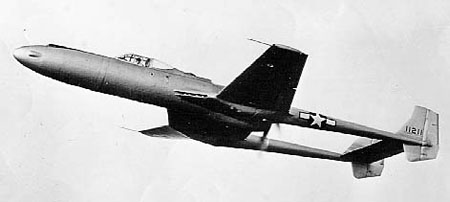
El XP-54 Swoose Goose.

Vultee había presentado una propuesta en respuesta a una solicitud del Cuerpo Aéreo del Ejército de los Estados Unidos por una configuración inusual. El diseño de Vultee ganó la competición, batiendo al Curtiss XP-55 Ascender y al Northrop XP-56 Black Bullet. Vultee diseñó su Model 84, un descendiente de su anterior Model 78. Tras completar las pruebas preliminares de ingeniería y de túnel de viento, se concedió un contrato por un prototipo el 8 de enero de 1941. Un segundo prototipo fue ordenado el 17 de marzo de 1942. Aunque parecía ser un diseño radical, sus prestaciones reales eran muy deslucidas y el proyecto fue más tarde cancelado.
El XP-54 fue diseñado con un motor propulsor en la parte trasera del fuselaje. La cola fue montada hacia atrás entre dos botalones a media ala, con la hélice de 3,66 m entre ellos. El diseño incluía una "sección de ala canalizada" desarrollada por el NACA, que permitía la instalación de radiadores refrigerantes e intercooler en el ala de gaviota invertida. El motor Pratt & Whitney X-1800 fue propuesto inicialmente como plata motriz, pero tras la paralización de su desarrollo, fue sustituido por el Lycoming XH-2470 refrigerado por líquido.
En septiembre de 1941, la misión del XP-54 fue cambiada de interceptación a baja altitud a gran altitud. En consecuencia, se tuvo que añadir un turbo-sobrealimentador y mayor blindaje, y el peso en vacío estimado aumentó de los 5200 kg hasta los 8200 kg.
El XP-54 era único en muchos aspectos. La cabina presurizada requería de un complejo sistema de acceso: el asiento del piloto actuaba como un elevador para la entrada a la cabina desde el suelo. El piloto bajaba el asiento eléctricamente, se sentaba en él, y lo elevaba dentro de la cabina. El procedimiento de salto era complicado debido al sistema de presurización, y necesitaba una eyección hacia abajo del piloto y del asiento para eludir el arco de la hélice. Asimismo, la sección de morro podía pivotar en el ángulo vertical, tres grados hacia arriba y seis hacia abajo. En el morro, dos cañones T-9 de 37 mm estaban instalados en soportes rígidos, mientras dos ametralladoras de 12,7 mm lo estaban en dos soportes móviles. El movimiento del morro y de las ametralladoras era controlado por una mira de compensación especial. Además, la trayectoria del cañón podía ser elevada sin alterar la actitud de vuelo del avión. La larga sección del morro dio lugar a su caprichoso apodo, el Swoose Goose, inspirado por una canción acerca de Alexander, que era mitad cisne (swan) y mitad ganso (goose): "Alexander era un swoose" (nombre que comparte con el B-17 superviviente más antiguo).

## Historia operacional
Los vuelos de pruebas del primer prototipo, 41-1210, comenzaron el 15 de enero de 1943. Los exámenes iniciales mostraron que las prestaciones estaban sustancialmente por debajo de las garantías. Al mismo tiempo, el desarrollo del motor XH-2470 se paralizó y, aunque parecía posible sustituirlo por el motor Allison V-3420, esto requería cambios sustanciales en la estructura. Los retrasos y costes sobre lo proyectado resultaron en la decisión de no considerar compras de producción.
Los prototipos continuaron utilizándose en un programa experimental hasta que los problemas con los motores Lycoming, y la falta de piezas de repuesto, causaron su terminación. El segundo prototipo, 42-108994 (pero pintado erróneamente como 42-1211), equipado con un sobrealimentador GE experimental, sólo realizó un vuelo antes de que fuera relegado a "avión de repuestos", con la intención de mantener al primer prototipo en el aire.

## Operadores
Estados Unidos
- Fuerzas Aéreas del Ejército de los Estados Unidos

## Especificaciones

### Características generales
- Tripulación: Uno (piloto)
- Longitud: 16,7 m (54,8 ft)
- Envergadura: 16,4 m (53,8 ft)
- Altura: 4,4 m (14,5 ft)
- Superficie alar: 42,4 m² (456,4 ft²)
- Peso vacío: 6923 kg (15 258,3 lb)
- Peso cargado: 8270 kg (18 227,1 lb)
- Peso máximo al despegue: 8771 kg (19 331,3 lb)
- Planta motriz: 1× motor bóxer doble de 24 cilindros en H y refrigeración por líquido Lycoming XH-2470-1.
  - Potencia: 1715 kW (2364 HP; 2332 CV)

### Rendimiento
- Velocidad máxima operativa (Vno): 613 km/h (381 MPH; 331 kt) a 8700 m
- Alcance: 805 km (435 nmi; 500 mi)
- Techo de vuelo: 11 300 m (37 073 ft)
- Régimen de ascenso: 11,7 m/s (2303 ft/min)
- Carga alar: 196 kg/m² (40,1 lb/ft²)
- Potencia/peso: 0,20 W/kg (0,13 hp/lb)

### Armamento
- Ametralladoras: 

  - 2x Browning M2 de 12,7 mm con 580 disparos

- Cañones: 

  - 2x cañón T-12/T-13 de 37 mm con 100 disparos

## Aeronaves relacionadas

### Desarrollos relacionados
- Vultee XP-68 Tornado

### Aeronaves similares
- Bell XP-52
- Curtiss-Wright XP-55 Ascender
- Northrop XP-56 Black Bullet
- Mansyū Ki-98
- Saab 21

### Secuencias de designación
- Secuencia V-_ (interna de Vultee): ← V-78 - V-80 - V-83 - V-84 - V-85 - V-86 - V-88 →
- Secuencia P-_ (Cazas (Pursuit) del USAAC/USAAF/USAF, 1924-1962): ← P-51 - XP-52 - P-53 - XP-54 - XP-55 - XP-56 - XP-57 →